# Obelisk
För andra betydelser, se Obelisk (olika betydelser).

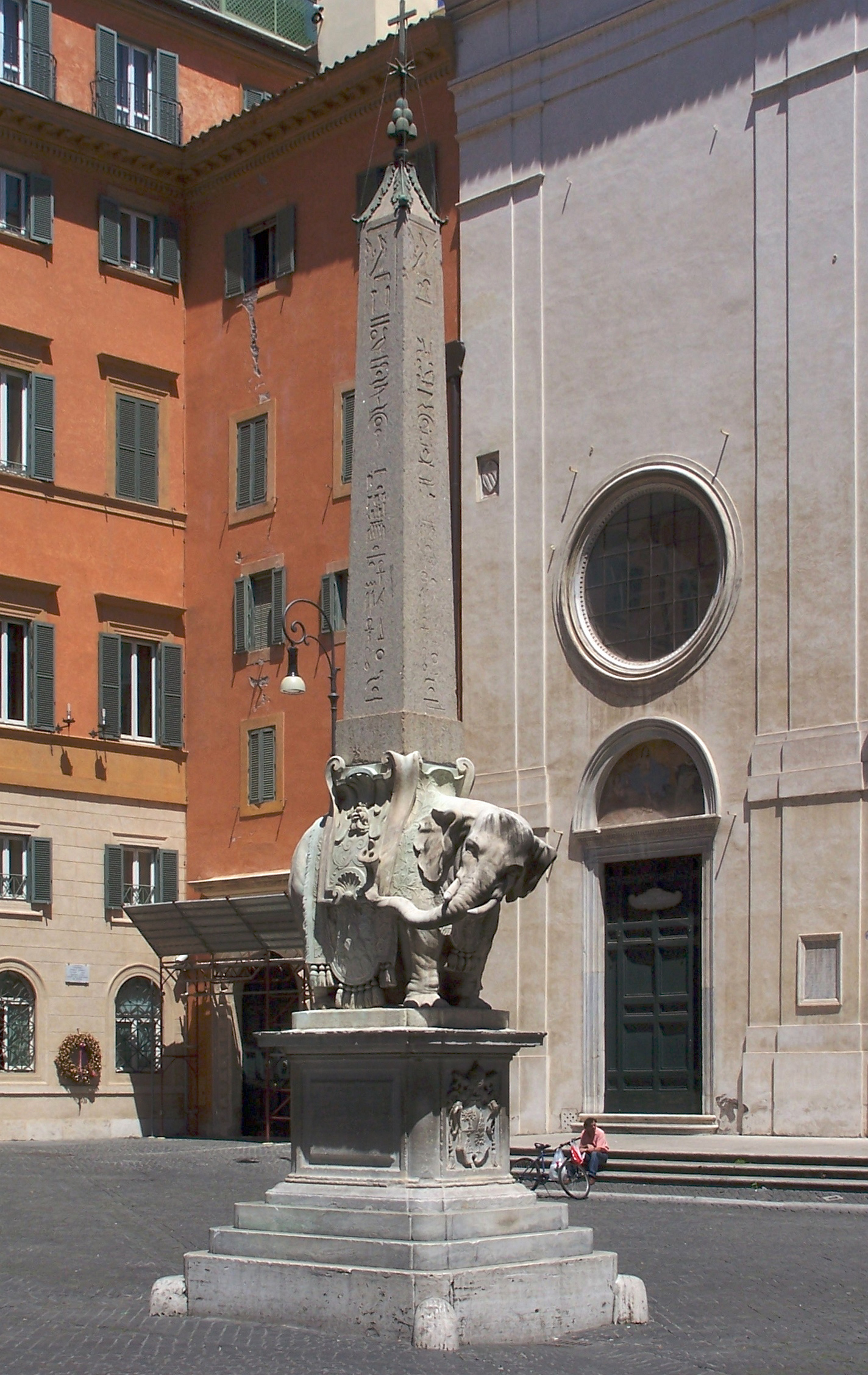
Berninis obelisk på Piazza della Minerva i Rom.

En obelisk är en hög pelare av sten, vanligtvis granit, som smalnar av uppåt, med kvadratisk eller rektangulär profil och avslutas med en pyramidformig toppsten, en så kallad pyramidion.

## Historia
Obelisken härstammar från det antika Egypten där den äldsta obelisken är känd från Teti I:s tid omkring 2 900 f.Kr. Obelisker förekommer rikligt i Heliopolis och Luxor, där de är förknippade med kulten av Benben, den första kulle som skall ha höjt sig över havet i samband med världens skapande.
De högsta obeliskerna med en höjd av 30 meter uppfördes under farao Hatshepsut 1 500 f.Kr. vid Karnaktemplet. En aldrig färdigställd obelisk vid stenbrotten i Assuan var 42 meter hög.
Under romerska imperiets tid fraktades flera obelisker till huvudstaden, de första 10 f.Kr. då två obelisker fördes från Heliopolis för att placeras vid Marsfältet och på Circus Maximus. Obelisken på Marsfältet fungerade som gnomon i Augustus solur. Så sent som 357 e.Kr. flyttade Constantius II en obelisk från Thutmosis III:s tid till Rom och placerades utanför Lateranen.
Under renässansen återuppväcktes intresset för obelisker. Obeliskerna i Rom återupprestes, och idag finns 14 antika obelisker i staden. Egyptiska obelisker hämtades åter på plats, så restes en obelisk från palatset i Luxor på Place de la Concorde (Paris-obelisken 1836) och Kleopatras nålar flyttades till London (London-obelisken 1878) respektive New York (New York-obelisken 1881).
Ett exempel på ett sentida monument i obeliskform är Washingtonmonumentet.